# 樋口朝
樋口朝（日语：／ Higuchi Asa，1970年5月17日—），日本漫畫家。女性。出身於埼玉縣浦和市（現埼玉市）。代表作是《王牌投手 振臂高揮》。

## 來歷
樋口朝出生於埼玉縣浦和市。中學時加入壘球社，進入埼玉縣立浦和西高等學校之後繼續加入壘球社，並在那裡升大學。
之後，她進入法政大學文學院心理學系，主修運動心理學。在大學裡，她屬於漫畫研究會和攝影研究會。
1998年大學畢業後，她以（中譯樋口愛砂）的名義將《歸途》投稿至Afternoon四季獎（春季），並獲得了四季獎。同年，在《月刊Afternoon》（講談社）8月號上發表了《歸途》，作為漫畫家出道。
此後，她在《月刊Afternoon》上發表了《3人家族》和《溫柔在我心》等描繪家庭羈絆的內心作品。
2003年，她拋開此前一直在創作的愛情劇和家庭劇，開始連載以高中棒球為題材的《王牌投手 振臂高揮》。這部作品借鑒了作者本身的經驗，融合了運動科學和心理訓練，展現了棒球漫畫嶄新表現的可能性。因此，《王牌投手 振臂高揮》於2006年獲得第10屆手塚治虫文化獎新生獎。此外，它還入選日本媒體藝術100選漫畫部門。次年2007年，《王牌投手 振臂高揮》獲得第31屆講談社漫畫獎一般部門。

## 人物
她透過獨特的台詞來描繪人物關係的風格，以細膩的心理描寫為特徵。
2010年6月30日，在埼玉縣營大宮公園棒球場，由埼玉西武獅隊（對手是北海道日本火腿鬥士隊）主辦的一場比賽上，與《王牌投手 振臂高揮》合作負責開球儀式。
2011年，她透露在《王牌投手 振臂高揮》長期休載期間，生下了第一個女兒。也因為第二個孩子的出生而在2016年至2017年休載了一段時間。

## 作品列表
- 歸途（日语：ゆくところ）（《月刊Afternoon》1998年8月號）—出道短篇作品。收錄在單行本《3人家族》。
- 《3人家族（日语：家族のそれから）》講談社〈Afternoon KC〉全1冊（《月刊Afternoon》2000年2月號—5月號）
- 《溫柔在我心（日语：ヤサシイワタシ）》講談社〈Afternoon KC〉全2冊（《月刊Afternoon》2001年1月號—2002年2月號）
- 基本中的基本！—（《月刊Afternoon》2003年6月號）—短篇作品。收錄在單行本《王牌投手 振臂高揮》第3冊。
- 《王牌投手 振臂高揮》講談社〈Afternoon KC〉已出版38冊（《月刊Afternoon》2003年11月號—連載中）

## 其它活動
- 王牌投手 振臂高輝（電視動畫）—作為原作者全程監修本作品。
- 王牌投手 振臂高輝吉祥物人物模型公仔（YUJIN（日语：タカラトミーアーツ））—水谷文貴、榮口勇人、泉孝介的人物模型監修。